# Gangoliya
Gangoliya – gaun wikas samiti w zachodniej części Nepalu w strefie Lumbini w dystrykcie Rupandehi. Według nepalskiego spisu powszechnego z 2001 roku liczył on 946 gospodarstw domowych i 6554 mieszkańców (3226 kobiet i 3328 mężczyzn).